# Aeonium urbicum

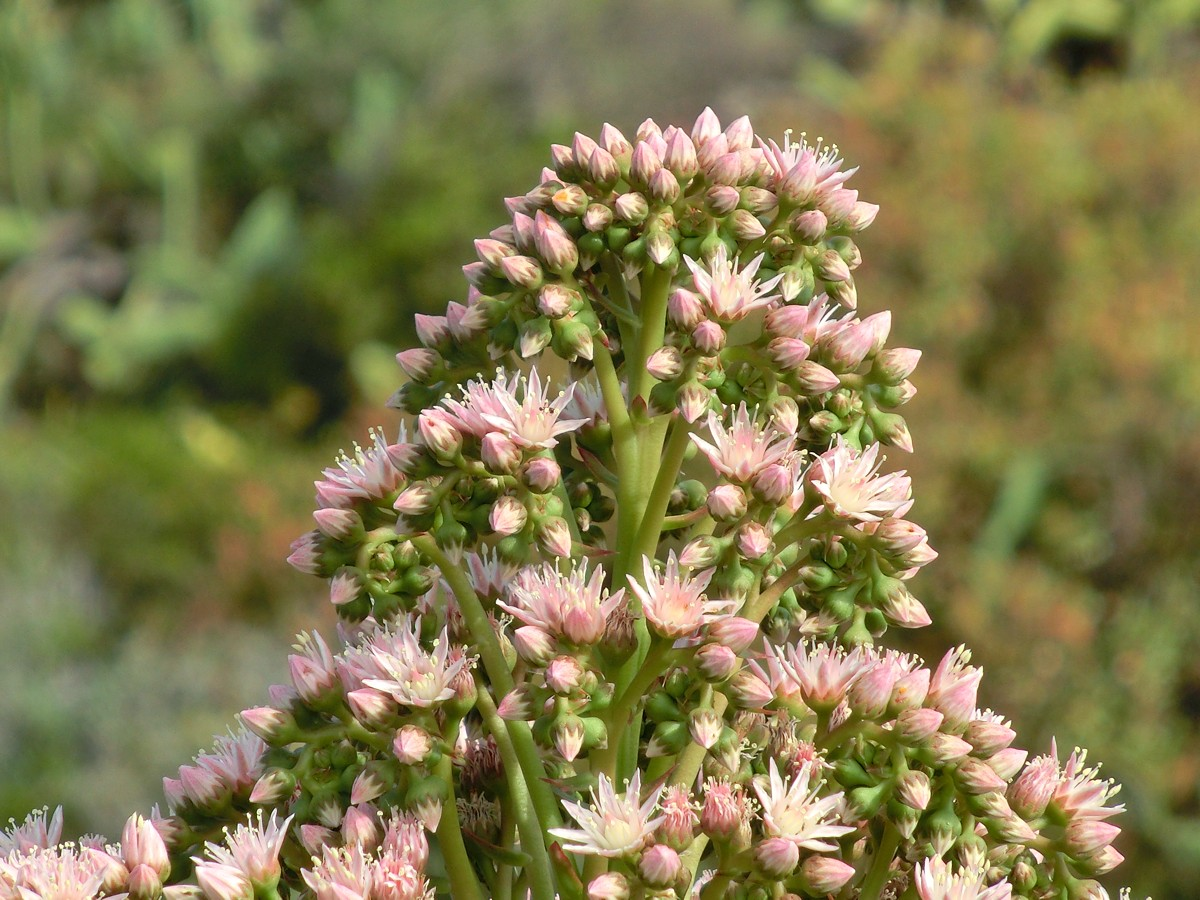
Oberer Teil des Blütenstandes

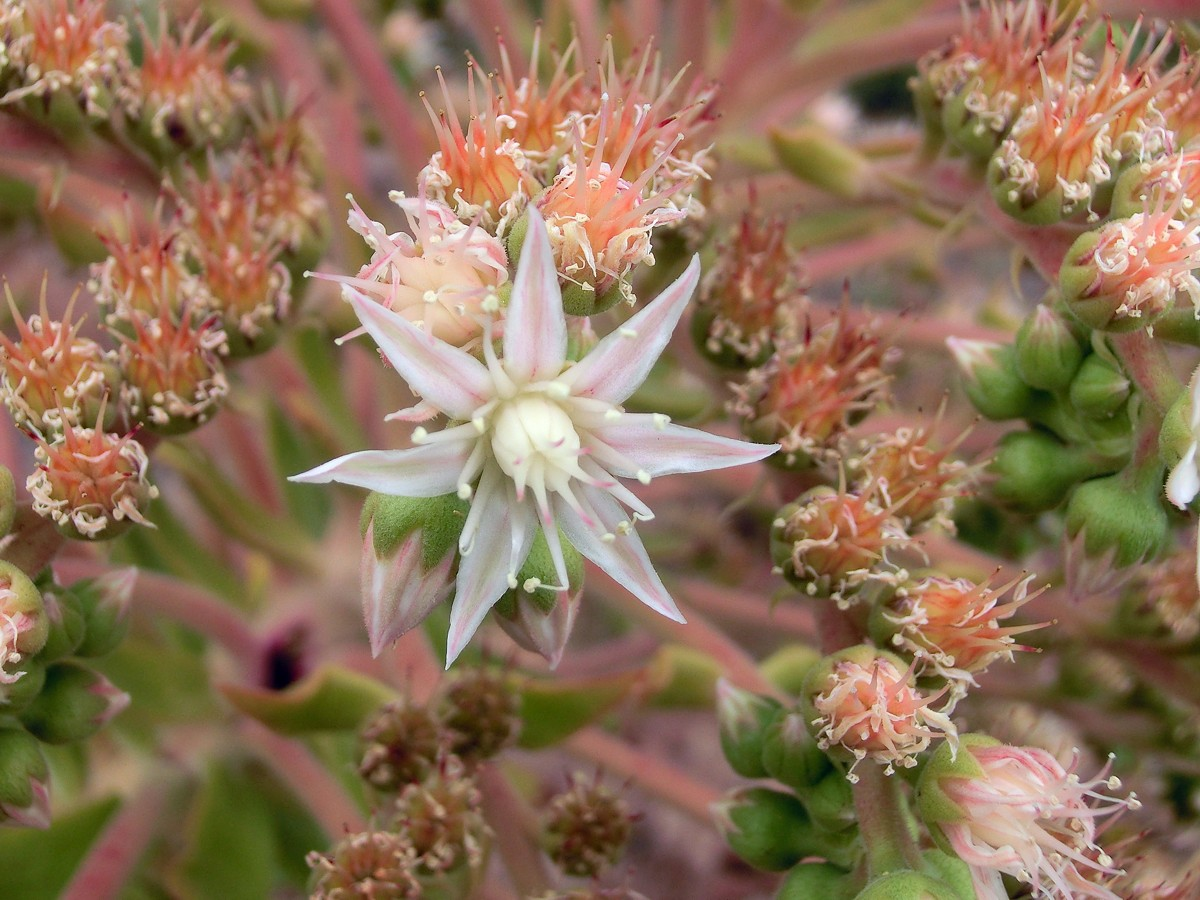
Blüte von Aeonium urbicum var. meridionale, mit behaartem Blütenstand

Aeonium urbicum ist eine Pflanzenart aus der Gattung Aeonium in der Familie der Dickblattgewächse (Crassulaceae).

## Beschreibung

### Vegetative Merkmale
Aeonium urbicum wächst als mehrjähriger, nicht verzweigter oder selten wenig verzweigter, monokarper Halbstrauch und erreicht Wuchshöhen von bis zu 2 Meter. Die kahlen, jung rauen, netzartig gemusterten, aufsteigenden Triebe weisen einen Durchmesser von bis zu 6 Zentimeter auf. Ihre eher flachen Rosetten erreichen einen Durchmesser von 15 bis 32 Zentimeter. Die verkehrt eiförmigen oder verkehrt lanzettlichen, glauken oder grünen, fast kahlen oder fein flaumhaarigen Laubblätter sind 8 bis 22 Zentimeter lang, 3 bis 5,5 Zentimeter breit und 0,4 bis 0,7 Zentimeter dick. Zur Spitze hin sind sie zugespitzt. Die Basis ist keilförmig. Der Blattrand ist mit mehr oder weniger geraden Wimpern besetzt, die 0,5 bis 1 Millimeter lang sind. Die Blätter sind verschieden rötlich variegat.

### Generative Merkmale
Der kuppelförmige Blütenstand weist eine Länge von 15 bis 75 Zentimeter und eine Breite von 10 bis 45 Zentimeter auf. Der Blütenstandsstiel ist 3 bis 15 Zentimeter lang. Die acht- bis zehnzähligen Blüten stehen an einem 2 bis 6 Millimeter langen, kehlen Blütenstiel. Ihre Kelchblätter sind kahl. Die weißlichen, gelegentlich rötlich variegaten, lanzettlichen, zugespitzten Kronblätter sind 7 bis 10 Millimeter lang und 1,2 bis 2 Millimeter breit. Die Staubfäden sind kahl.
Die Blütezeit ist April bis Mai.

## Systematik und Verbreitung
Aeonium urbicum ist auf Teneriffa in Höhen von bis zu 1900 Metern verbreitet.
Die Erstbeschreibung als Sempervivum urbicum durch Jens Wilken Hornemann wurde 1819 veröffentlicht. Philip Barker Webb und Sabin Berthelot stellten die Art 1841 in die Gattung Aeonium.

## Nachweise